# Skelná Huť (Chudenín)
Skelná Huť je vesnice, část obce Chudenín v okrese Klatovy v Plzeňském kraji. Nachází se asi 2,5 kilometru jihovýchodně od Chudenína. Prochází zde silnice II/191. Skelná Huť je také název katastrálního území o rozloze 5,4 km².

## Historie
První písemná zmínka o vesnici pochází z roku 1419.

## Obyvatelstvo
| Rok            | 1869 | 1880 | 1890 | 1900 | 1910 | 1921 | 1930 | 1950 | 1961 | 1970 | 1980 | 1991 | 2001 | 2011 | 2021 |
| -------------- | ---- | ---- | ---- | ---- | ---- | ---- | ---- | ---- | ---- | ---- | ---- | ---- | ---- | ---- | ---- |
| Počet obyvatel | 395  | 400  | 405  | 422  | 431  | 505  | 466  | 250  | 269  | 234  | 184  | 152  | 153  | 172  | 173  |
| Počet domů     | 44   | 50   | 48   | 51   | 57   | 62   | 69   | 78   | 60   | 56   | 52   | 61   | 66   | 71   | 74   |

## Obecní správa
Při sčítání lidu v letech 1850–1975 Skelná Huť byla samostatnou obcí v okrese Klatovy. Podle Seznamu obcí ČSSR 1960 je obec Skelná Huť a osada Suchý Kámen od 1.července 1960 pod správou Místního národního výboru v Chudeníně. Od 1. července 1975 je částí obce Chudenín v okrese Klatovy. V letech 1850–1909 k obci patřily Stará Lhota a Uhliště a v letech 1850–1975 také Suchý Kámen.

## Pamětihodnosti
- Kaple Panny Marie
- Křížová cesta
- Severozápadně od vesnice se nachází přírodní památka Chodská Úhlava.

## Galerie

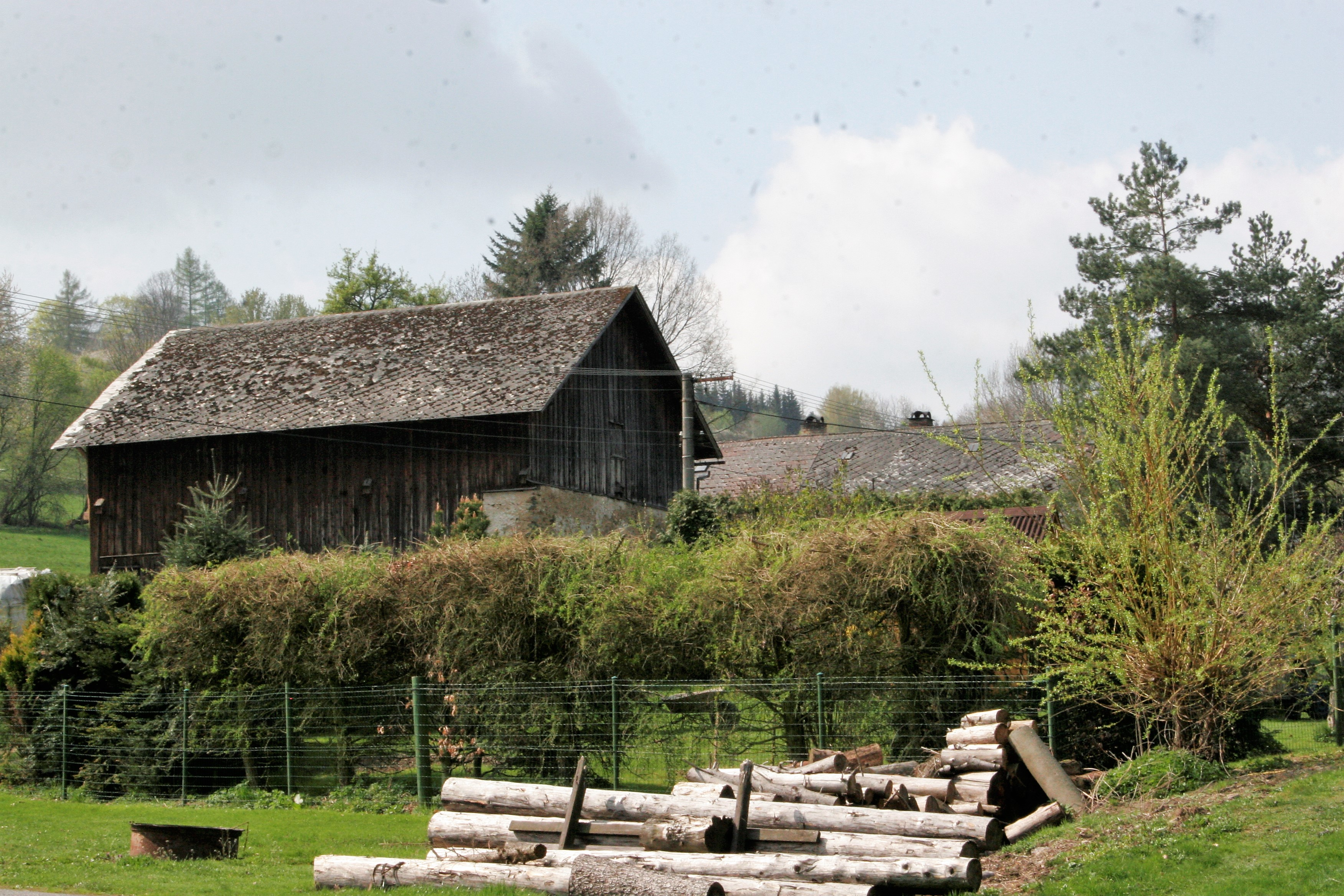
Stodola
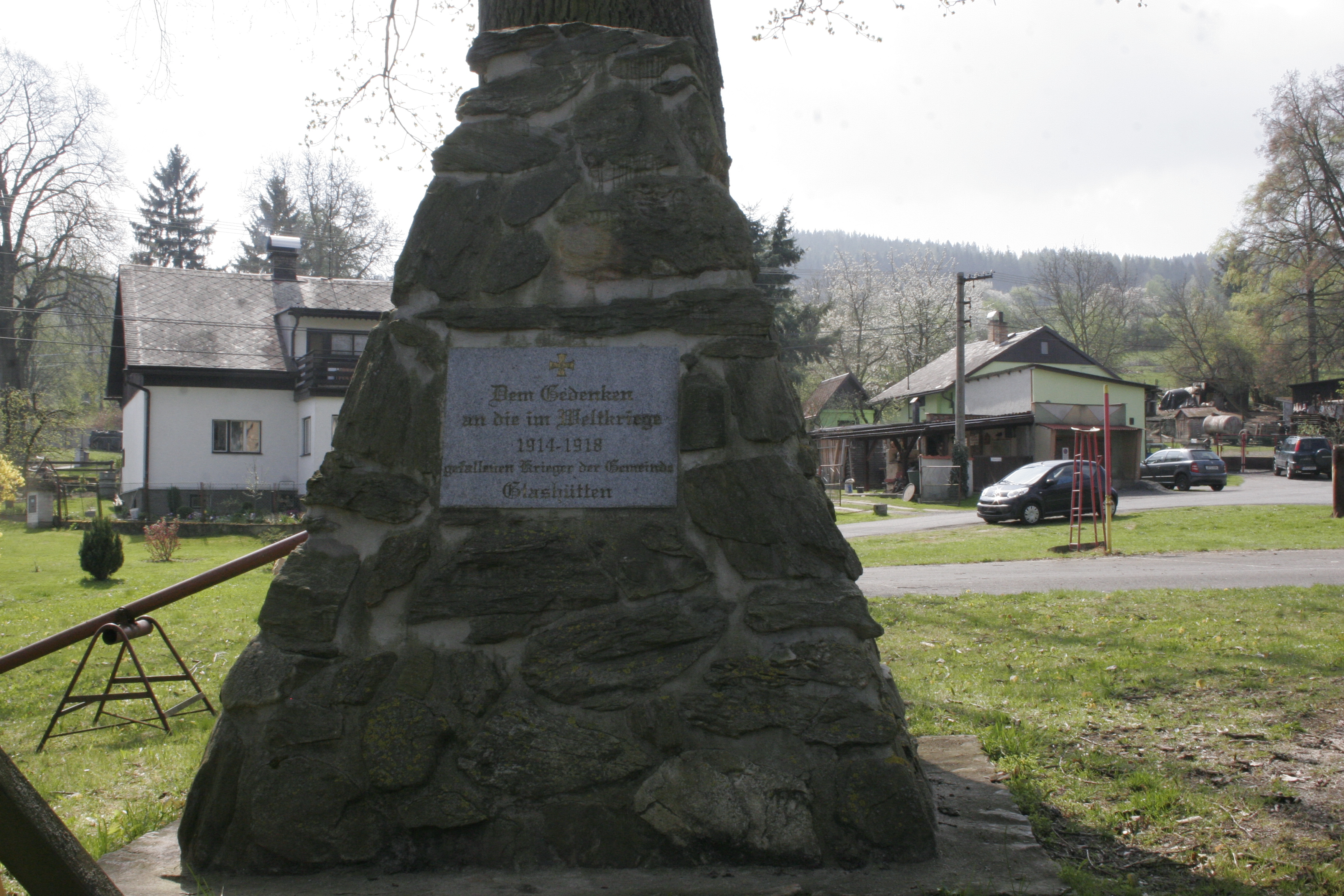
Památník obětem první světové války
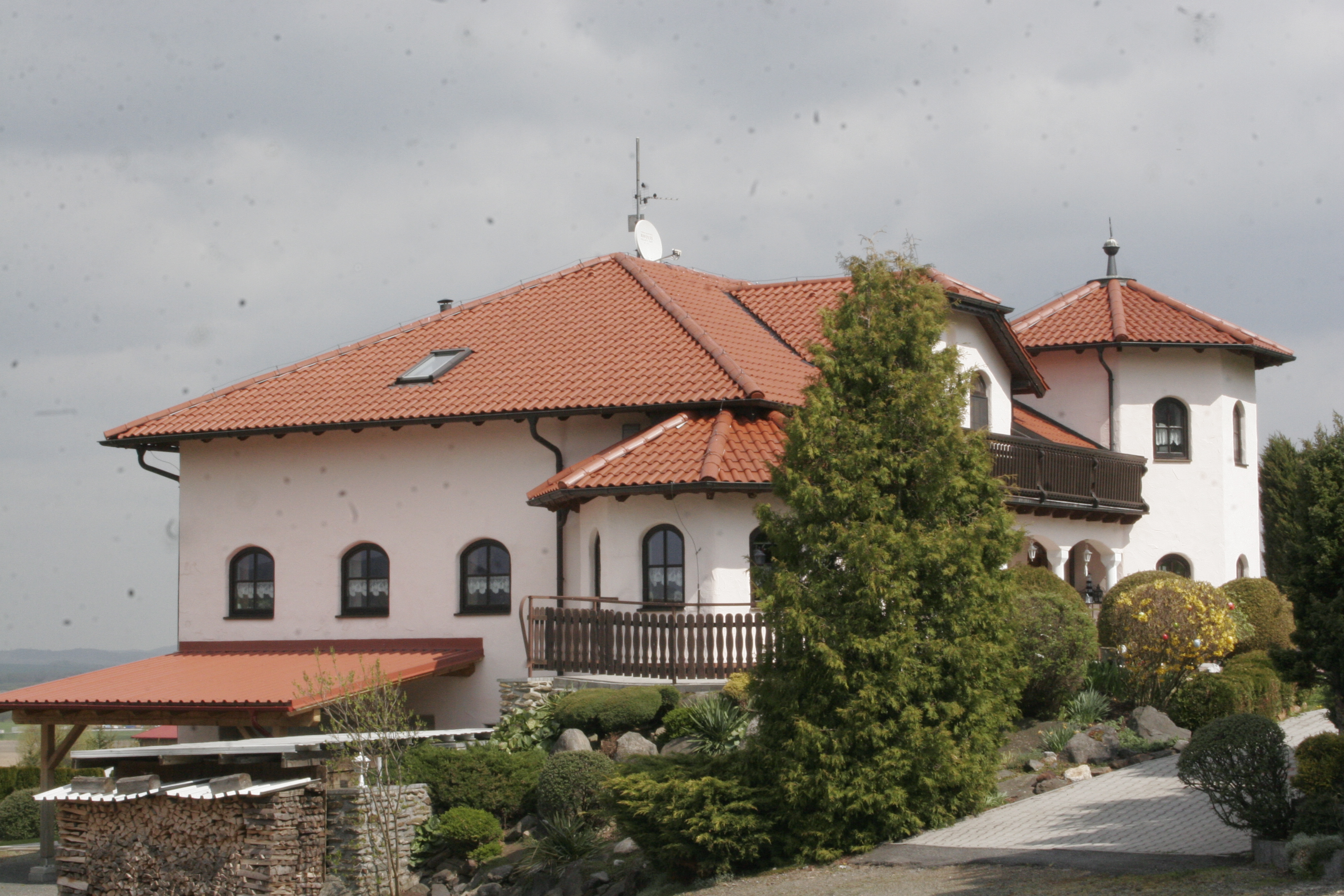
Jeden z domů